# المعجزات (كتاب)
المعجزات هو كتاب كتبه سي. إس. لويس، نُشر في الأصل عام 1947 ونُقح في عام 1960. يجادل لويس أنه قبل أن يتعلم المرء من دراسة التاريخ ما إذا كانت أي معجزات قد حدثت أم لا، يجب أولاً حل السؤال الفلسفي حول ما إذا كان من الممكن منطقيًا أن تحدث المعجزات من حيث المبدأ. يتهم المؤرخين المعاصرين والمفكرين العلميين، وخاصة علماء الكتاب المقدس العلمانيين، بالمصادرة على المطلوب ضد المعجزات، والإصرار على أن الكفر الحديث في المعجزات هو تحيز ثقافي يتم دفعه إلى السجل التاريخي ولا يمكن اشتقاقه منه.
في فصل عن «عالم الطبيعة وخارق الطبيعة»، يقدم لويس تعريفات فنية للمصطلحين. يعتقد علماء الطبيعة، وفقًا لتعريفه، أن الكون هو عملية واسعة حيث تجد جميع الأحداث التي تحدث أسبابها فقط في الأحداث التي حدثت قبلها داخل النظام. يعتقد علماء الخوارق أن الانقطاعات أو التدخلات يمكن أن تحدث في هذا النظام من كوننا من نظام آخر خارجه. سيكون الحدث الخارق للطبيعة حدثًا لا يمكن تتبعه، حتى من حيث المبدأ، وفقط لأسباب محددة ماديًا داخل كوننا. فلسفة الحرية (وراء الطبيعة)، إن وجدت، يجب أن تكون خارقة للطبيعة في ظل هذا الرأي.
في فصل عن «القوانين الطبيعية»، يعالج لويس مسألة ما إذا كانت المعجزات لا تتوافق مع القانون الطبيعي أو العلم. يجادل بأنه بدلاً من أن تكون المعجزات حصرية، فإن المعجزات هي تدخلات محددة تتجاوز القوانين الطبيعية. تتوافق المعجزات مع الطبيعة، لكنها تتجاوز القانون الطبيعي.
يقدم لويس حجة لواقع المعجزات من خلال تقديم الموقف القائل بأن شيئًا أكثر من الطبيعة، عالم خارق للطبيعة، قد يكون موجودًا، بما في ذلك خالق خير من المحتمل أن يتدخل في الواقع بعد الخلق.
تمت معالجة جميع المعجزات الرئيسية للعهد الجديد، حيث يلعب التجسد الدور المركزي. كما يوجد ملحقان يتناولان مسائل الإرادة الحرة وقيمة الصلاة.

## حجة من العقل
قام الفلاسفة والعلماء، بما في ذلك فيكتور ريبيرت، وويليام هاسكر، وألفين بلانتينجا، بالتوسع في «حجة العقل» وفضلوا لويس في إبراز الحجة أولاً في كتاب المعجزات.
ترى الحجة أنه إذا كانت جميع أفكارنا، كما يستلزم المذهب الطبيعي الشامل، هي نتيجة لسبب مادي، فلا يوجد سبب لافتراض أنها أيضًا نتيجة لأساس معقول. المعرفة، مع ذلك، يتم استيعابها من خلال الاستدلال من أرض إلى أخرى. لذلك، إذا كان المذهب الطبيعي صحيحًا، فلن تكون هناك طريقة لمعرفة ذلك، أو أي شيء آخر ليس نتيجة مباشرة لسبب مادي.
يؤكد لويس أنه وفقًا لهذا المنطق، فإن العبارة «لدي سبب للاعتقاد بأن المذهب الطبيعي صحيح» غير متماسكة من حيث المرجعية الذاتية بنفس الطريقة مثل الجملة «إحدى كلمات هذه الجملة لا تحمل المعنى الذي يبدو أنها تحمله»، أو عبارة «أنا لا أقول الحقيقة أبدًا». في كل حالة، فإن افتراض صحة الاستنتاج من شأنه أن يلغي إمكانية وجود أسباب صحيحة يمكن من خلالها الوصول إليه. لتلخيص الحجة في الكتاب، يقتبس لويس من ج.ب.س هالدين الذي يناشد خطًا مشابهًا من التفكير. يقول هالدين: «إذا كانت عملياتي العقلية تحددها بالكامل حركات الذرات في دماغي، فليس لدي سبب لافتراض أن معتقداتي صحيحة... وبالتالي ليس لدي سبب لافتراض أن عقلي يتكون من ذرات».

## التنقيحات
احتوت النسخة الأصلية من المعجزات على نسخة مختلفة من الفصل 3 بعنوان «التناقض الذاتي لعلماء الطبيعة». في ذلك، قدم لويس نفس الحجة لكنه أشار إلى الحركات الذرية في الدماغ على أنها «غير عقلانية». في مناظرة في نادي سقراط، انتقدت الزابيث أنسكوم ذلك، مما دفع لويس إلى مراجعة الفصل. يقدم الفصل المنقح شرحًا أكثر تفصيلاً للحجة ويميز بين العمليات «غير العقلانية» و «الاعقلانية». علقت أنسكوم على العملية بعد وفاة لويس بأن إعادة الكتابة أظهرت «الصدق والجدية» من جانب لويس.